# Тугелбаев, Айдос Тугелбайулы
Тугелбаев Айдос (каз. Тугелбаев Айдос; род. 15 сентября 1998 года, Тараз, Казахстан) — Казахстанский дзюдоист, победитель и призёр соревнований среди спортсменов с нарушением органов слуха, Заслуженный мастер спорта (2017).

## Биография
Родился 15 сентября 1998 году в Таразе. Заниматься дзюдо начал с тринадцати лет в 2013 году. Сначала занимался в "Динамо", а затем спорткомплексов  "Атлетик" у тренеров Х.А.Лукманова.
Инвалид с детства третьей группы.
Учился в Таразе в школе-интернате для глухих и слабослышащих детей "Мейiрiм".
В 2015 году поступил в Таразский колледж сервиса и технологий.
С 18 по 24 июля 2016 года в г.Самсун Турецкой Республики прошел III Чемпионат Мира по дзюдо среди спортсменов с нарушением слуха. Дзюдо является официальным видом спорта Международного Комитета спорта для людей с нарушением слуха с 2004 года. На Чемпионате мира спортсмен Тугелбаев Айдос из Жамбылской области завоевал бронзу в весовой категории 66 кг.
В 2017 году Тугелбаев Айдос окончил обучение в Таразский колледж сервиса и технологий по специальности «строительство и эксплуатация зданий и сооружений».
С 23 по 24 февраля 2018 года Открытый всероссийский турнир ГУИМЦ МГТУ им.Н.Э.Баумана по дзюдо занял первое место.
в 2019 году поступил в Казахская Академия спорта и туризма.